# چم آستان
چم آستان، روستایی از توابع بخش مرکزی شهرستان کوهدشت در استان لرستان .
شغل اصلی مردم این منطقه کشاورزی و دامپروری است.

## جمعیت
این روستا در دهستان کوه دشت شمالی قرار دارد و براساس سرشماری مرکز آمار ایران در سال ۱۳۸۵، جمعیت آن ۱۵۶ نفر (۳۲خانوار) بوده‌است.